# فيبي سترولي
فيبي سترولي (بالإنجليزية: Phoebe Strole)‏ هي مغنية وممثلة أمريكية، ولدت في 1983 بفورت وورث في الولايات المتحدة.

## وصلات خارجية
- فيبي سترولي على موقع IMDb (الإنجليزية)
- فيبي سترولي على موقع ألو سيني (الفرنسية)
- فيبي سترولي على موقع أول موفي (الإنجليزية)
- فيبي سترولي على موقع قاعدة بيانات برودواي على الإنترنت (الإنجليزية)
- فيبي سترولي على موقع قاعدة بيانات الفيلم (الإنجليزية)
- فيبي سترولي على موقع كينوبويسك (الروسية)